# تاج هينو
كان تاج هينو (أيضًا تاج ريش النعام) شارة مصرية قديمة كانت تستخدم غالبًا منذ عصر الإمبراطورية المصرية. يتألف تاج هينو من ريش نعام ماعت المركزي يوجد في قاعدته قرص الشمس، مثبت بواسطة أحد أزواج القرون. والزوج الآخر من القرون الملتوية اللولبية متفرعة في القاعدة في المقابل الاتجاهات من التاج. على جانبي الريش، قد يكون هناك نوعان من الصل. تم إرفاق هيكل التاج بالكامل بمنصة خاصة.
تم ارتداء تاج مماثل على شعر مستعار من ثلاثة أجزاء. يمثل الريش الحقيقة والعدالة والتوازن، كما أنه رمز للوحدة المزدوجة لمصر. كانت قرون الكبش رمزًا لمعبود الشمس آمون، خنوم وومعبود القمر آه.

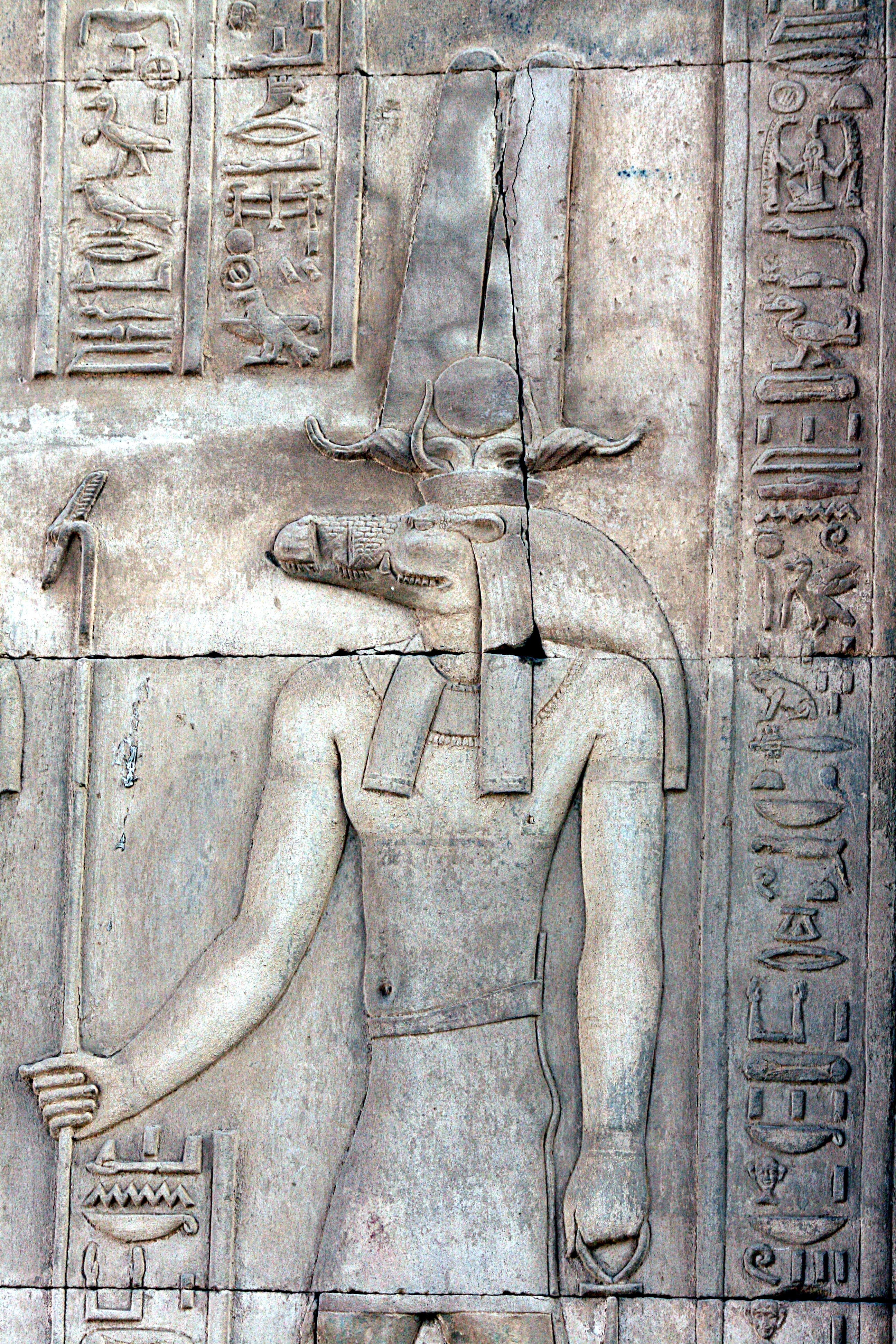
سابك يرتدي تاج هينو

كان تاج الهينو يرتدي من قبل معبودات مثل القديس أنجيتي الراعي لمدينة بوسيرس، حتى حلت محله عبادة أوزوريس. أيضًا، كان يرتدي سوبيك وبعض الآلهة الأخرى تاجًا مشابهًا.
لم تنجو عينة واحدة من تاج هينو حتى يومنا هذا.

## اتصالات أسطورية
في مصر القديمة، كان تاج هينو شعار ملوك مصريين مختلفين، بما في ذلك حتشبسوت ورمسيس الثاني وسيتي الأول، الذين يمكن رؤيتهم على نقش على الجدار الغربي لقاعة الأعمدة الثانية في
معبد أبيدوس الجنائزي، حيث كان ركب مع تاج هينو أثناء التتويج قبل آمون رع ليعينه آمون رع ملكًا شرعيًا لمصر.
ارتدت الآلهة أيضًا تاج هينو، على سبيل المثال حور بهديتي، ووج تيب وأوزوريس، الذي تم تصويره في الإمبراطورية المصرية على أنه مومياء مع عصا الراعي والمذبة بين ذراعيه؛ بدلاً من رأس، حمل أوزوريس عمود جد مثبت عليه تاج هينو.
لم يتم فهم معنى تاج هينو بشكل واضح. نظرًا لأنه مذكور في العديد من الوثائق جنبًا إلى جنب مع منزل الصباح، فقد يكون تاج هينو رمزًا للنهضة اليومية فيما يتعلق بشروق الشمس. الاحتمال الآخر هو تاج هينو كرمز لطقوس التطهير الملكية قبل أن يدخل الحاكم أو الكاهن الذي يمثله الغرفة الأمامية للمعبد للتواصل مع الآلهة.

## روابط خارجية
- هينو تاج حتشبسوت